# Erica D'Adda
Erica D'Adda (Treviglio, 21 maggio 1963) è una politica italiana.

## Biografia
Originaria di Treviglio, è laureata summa cum laude in pedagogia e filosofia all'Università Cattolica del Sacro Cuore di Milano, con un dottorato di ricerca in logica matematica ed epistemologia all'Università degli Studi di Roma "La Sapienza".

### Prime esperienze politiche
All’inizio degli anni ‘90 s'impegna politicamente nel Partito della Rifondazione Comunista, che lascerà presto per seguire gli studi e dedicarsi ad attività di volontariato.
Aderisce ai Democratici di Sinistra e, alle elezioni comunali nel 2006 viene eletta nelle file de L'Ulivo; nello stesso anno, è l'ultima a ricoprire la carica di segretario cittadino, sedendo altresì nella segreteria provincia. Assume poi analogo incarico in seno al Partito Democratico.
Nel 2011 viene riconfermata membro dell'assise municipale bustocca, stavolta per il PD, cui aderisce fin dalla fondazione nel 2007, anche in tale caso reggendone la segreteria di Busto Arsizio. Rimane in carica fino al 2013.
Negli anni 2010 assume altresì l'incarico di responsabile provinciale del PD per gli enti locali.

### Elezione a senatrice
Dopo aver partecipato alle primarie indette dal Partito Democratico per definire le proprie liste in vista delle successive elezioni politiche, nel 2013 viene candidata al Senato della Repubblica nella lista PD della circoscrizione lombarda. Il 25 febbraio risulta eletta senatrice per la XVII legislatura.
Nel corso del mandato parlamentare è segretario del gruppo del Partito Democratico, sedendo nell'ufficio di presidenza.
Non si ricandida in Parlamento alle elezioni politiche del 2018.